# Halowe Mistrzostwa Europy w Lekkoatletyce 1988 – bieg na 400 m mężczyzn
Bieg na 400 metrów mężczyzn – jedna z konkurencji biegowych rozgrywanych podczas halowych lekkoatletycznych mistrzostw Europy w  hali Sport Csárnok w Budapeszcie. Eliminacje i półfinały zostały rozegrane 5 marca, a bieg finałowy 6 marca 1988. Zwyciężył reprezentant Niemieckiej Republiki Demokratycznej Jens Carlowitz. Tytułu zdobytego na poprzednich mistrzostwach nie bronił Todd Bennett z Wielkiej Brytanii.

## Rezultaty

### Eliminacje
Rozegrano 4 biegi eliminacyjne, do których przystąpiło 19 biegaczy. Awans do półfinałów dawało zajęcie jednego z pierwszych dwóch miejsc w swoim biegu (Q). Skład półfinałów uzupełniło czterech zawodników z najlepszym czasem wśród przegranych (q).
Opracowano na podstawie materiału źródłowego.
Bieg 1
| Miejsce | Zawodnik         | Czas  | Uwagi |
| ------- | ---------------- | ----- | ----- |
| 1       | Ralf Lübke       | 46,83 | Q     |
| 2       | Željko Knapić    | 47,15 | Q     |
| 3       | Danilo Bertaggia | 47,45 | q     |
| 4       | Peter Sinclair   | 48,62 |       |
| –       | Fethi Bildirici  | DSQ   |       |

Bieg 2
| Miejsce | Zawodnik         | Czas  | Uwagi |
| ------- | ---------------- | ----- | ----- |
| 1       | Brian Whittle    | 46,93 | Q     |
| 2       | Thomas Schönlebe | 46,96 | Q     |
| 3       | Ángel Heras      | 46,98 | q     |
| 4       | Ervin Katona     | 47,46 |       |

Bieg 3
| Miejsce | Zawodnik         | Czas  | Uwagi |
| ------- | ---------------- | ----- | ----- |
| 1       | Gusztáv Menczer  | 47,06 | Q     |
| 2       | } Jens Carlowitz | 47,07 | Q     |
| 3       | Ulf Sedlacek     | 47,29 | q     |
| 4       | Alessandro Pinna | 47,50 |       |
| 5       | José Alonso      | 47,84 |       |

Bieg 4
| Miejsce | Zawodnik        | Czas  | Uwagi |
| ------- | --------------- | ----- | ----- |
| 1       | Vito Petrella   | 47,28 | Q     |
| 2       | Antonio Sánchez | 47,32 | Q     |
| 3       | Klaus Ehrle     | 47,39 | q     |
| 4       | Mark Thomas     | 47,83 |       |
| 5       | Manlio Molinari | 49,14 |       |

### Półfinały
Rozegrano 2 biegi półfinałowe, w których wystartowało 12 biegaczy. Awans do finału dawało zajęcie jednego z trzech pierwszych miejsc w swoim biegu (Q).
Opracowano na podstawie materiału źródłowego.
Bieg 1
| Miejsce | Zawodnik         | Czas  | Uwagi |
| ------- | ---------------- | ----- | ----- |
| 1       | Ralf Lübke       | 46,66 | Q     |
| 2       | } Jens Carlowitz | 46,77 | Q     |
| 3       | Vito Petrella    | 47,09 | Q     |
| 4       | Klaus Ehrle      | 47,36 |       |
| 5       | Ulf Sedlacek     | 47,60 |       |
| 6       | Ángel Heras      | 47,70 |       |

Bieg 2
| Miejsce | Zawodnik         | Czas  | Uwagi |
| ------- | ---------------- | ----- | ----- |
| 1       | Brian Whittle    | 46,86 | Q     |
| 2       | Thomas Schönlebe | 46,86 | Q     |
| 3       | Antonio Sánchez  | 46,97 | Q     |
| 4       | Gusztáv Menczer  | 47,13 |       |
| 5       | Danilo Bertaggia | 47,55 |       |
| 6       | Željko Knapić    | 47,56 |       |

### Finał
Opracowano na podstawie materiału źródłowego.
| Miejsce | Zawodnik         | Czas  | Uwagi |
| ------- | ---------------- | ----- | ----- |
| 1       | } Jens Carlowitz | 45,63 |       |
| 2       | Brian Whittle    | 45,98 |       |
| 3       | Ralf Lübke       | 46,25 |       |
| 4       | Antonio Sánchez  | 46,49 |       |
| 5       | Vito Petrella    | 47,73 |       |
| –       | Thomas Schönlebe | DNS   |       |